# Noriko Matsuda
Noriko Matsuda (jap. 松田 紀子 Matsuda Noriko; ur. 5 marca 1952 w Kushiro) – japońska siatkarka, złota medalistka igrzysk olimpijskich, mistrzostw świata, pucharu świata i igrzysk azjatyckich.

## Życiorys
Matsuda wraz z reprezentacją Japonii zdobyła złote medale podczas igrzysk azjatyckich 1974 odbywających się w Teheranie oraz na mistrzostwach świata 1974 w Meksyku. Wystąpiła na igrzyskach olimpijskich 1976 w Montrealu. Zagrała wówczas we wszystkich meczach olimpijskiego turnieju, w tym we zwycięskim meczu finałowym ze reprezentacją Związku Radzieckiego. Tryumfowała w pucharze świata 1977 rozgrywanym w jej ojczyźnie, podczas którego została wybrana do drużyny turnieju oraz najlepszą rozgrywającą.
W latach 1971–1978 była zawodniczką klubu Hitachi Belle Fille, z którym pięciokrotnie zdobyła mistrzostwo ligi japońskiej pomiędzy 1973 i 1978. Była najlepszą rozgrywająca japońskich rozgrywek w sezonach 1969/1970 i 1971/1972. Grała także w Orange Attackers w latach 1983–1985.